# Ozark (Missouri)
Ozark é uma cidade localizada no estado americano de Missouri, no Condado de Christian.

## Demografia
Segundo o censo americano de 2000, a sua população era de 9665 habitantes.
Em 2006, foi estimada uma população de 16.354, um aumento de 6689 (69.2%).

## Geografia
De acordo com o United States Census Bureau tem uma área de
19,6 km², dos quais 19,5 km² cobertos por terra e 0,1 km² cobertos por água. Ozark localiza-se a aproximadamente 356 m acima do nível do mar.

## Localidades na vizinhança
O diagrama seguinte representa as localidades num raio de 20 km ao redor de Ozark.